# Pseudoconnarus macrophyllus
Pseudoconnarus macrophyllus é uma espécie trepadeira de planta com flor pertencente à família Connaraceae.
A autoridade científica da espécie é Ludwig Adolph Timotheus Radlkofer, tendo sido publicada em Bulletin de l'Herbier Boissier, sér. 2 1(9): 891. 1901..

## Brasil
Esta espécie terrícola é nativa e não endémica do Brasil, podendo ser encontrada na Região Norte do Brasil. Em termos fitogeográficos pode ser encontrada no domínio da Amazônia.
Não ocorrem táxons infra-específicos no Brasil.